# Uleanivka, Rovenkî
Uleanivka (în ucraineană Улянівка) este un sat în comuna Blahivka din orașul regional Rovenkî, regiunea Luhansk, Ucraina.

## Demografie
Componența lingvistică a localității Uleanivka
     Ucraineană (69,11%)
     Rusă (30,89%)
Conform recensământului din 2001, majoritatea populației localității Uleanivka era vorbitoare de ucraineană (69,11%), existând în minoritate și vorbitori de rusă (30,89%).